# Station Alloa
Alloa is een station van National Rail in Alloa, Clackmannanshire in Schotland. Het station is eigendom van Network Rail en wordt beheerd door Northern Rail. 